# División de Honor 1994-1995 (calcio a 5)
La División de Honor 1994-1995 è stata la 6ª edizione del massimo torneo di calcio a 5 spagnolo. Organizzato dalla Liga Nacional de Fútbol Sala, è stato l'ultimo campionato strutturato in più gironi e si è svolto tra il 1º ottobre 1994 e il giugno del 1995. La stagione si è svolta in tre fasi, le prime due articolate in gironi all'italiana mentre la terza in spareggi disputati al meglio delle tre gare. Rilevato il titolo sportivo del Redislogar, durante l'estate l'AEP Las Rozas si trasferisce a Leganés e assume la denominazione "Municipal Leganés".

## Prima fase
La prima fase si è svolta tra il 1º ottobre 1994 e il 25 febbraio 1995. Le 20 società partecipanti, distribuite in due raggruppamenti da 10, disputano un girone all'italiana. Al termine di questo, le prime sei classificate di entrambi i gironi accedono alle qualificazioni per i play-off mentre le rimanenti si giocano la permanenza nella massima serie.

### Girone A
|  | Pos. | Squadra           | Pt | G  | V  | N | P  | GF | GS | DR  |
|  | ---- | ----------------- | -- | -- | -- | - | -- | -- | -- | --- |
|  | 1.   | ElPozo Murcia     | 28 | 18 | 12 | 4 | 2  | 87 | 43 | +44 |
|  | 2.   | Sego Zaragoza     | 28 | 18 | 13 | 2 | 3  | 83 | 58 | +25 |
|  | 3.   | Industrias García | 23 | 18 | 11 | 1 | 6  | 69 | 62 | +7  |
|  | 4.   | Alcantarilla      | 22 | 18 | 9  | 4 | 5  | 69 | 52 | +17 |
|  | 5.   | Interviú          | 20 | 18 | 9  | 2 | 7  | 72 | 57 | +15 |
|  | 6.   | Valencia          | 14 | 18 | 7  | 0 | 11 | 62 | 84 | -22 |
|  | 7.   | Maspalomas        | 14 | 18 | 6  | 2 | 10 | 56 | 69 | -13 |
|  | 8.   | Marsanz Torrejón  | 13 | 18 | 5  | 3 | 10 | 71 | 86 | -15 |
|  | 9.   | Ourense           | 9  | 18 | 4  | 1 | 13 | 44 | 66 | -22 |
|  | 10.  | Leganés           | 9  | 18 | 4  | 1 | 13 | 38 | 74 | -36 |

### Girone B
|  | Pos. | Squadra             | Pt | G  | V  | N | P  | GF | GS | DR  |
|  | ---- | ------------------- | -- | -- | -- | - | -- | -- | -- | --- |
|  | 1.   | CCM Toledo          | 27 | 18 | 12 | 3 | 3  | 93 | 54 | +39 |
|  | 2.   | Astorga             | 22 | 18 | 9  | 4 | 5  | 66 | 56 | +10 |
|  | 3.   | Playas de Castellón | 22 | 18 | 8  | 6 | 4  | 68 | 48 | +20 |
|  | 4.   | Segovia             | 20 | 18 | 9  | 2 | 7  | 82 | 76 | +6  |
|  | 5.   | Barcellona          | 20 | 18 | 7  | 6 | 5  | 66 | 61 | +5  |
|  | 6.   | Mejorada            | 20 | 18 | 9  | 2 | 7  | 63 | 59 | +4  |
|  | 7.   | Jerez               | 18 | 18 | 8  | 2 | 8  | 70 | 82 | -12 |
|  | 8.   | Sol Fuerza          | 16 | 18 | 6  | 4 | 8  | 78 | 81 | -3  |
|  | 9.   | La Massana          | 11 | 18 | 4  | 3 | 11 | 57 | 82 | -25 |
|  | 10.  | Egasa Chaston       | 4  | 18 | 2  | 0 | 16 | 41 | 85 | -44 |

## Seconda fase

### Qualificazioni per il titolo
I due gironi all'italiana si sono svolti tra l'11 marzo e il 20 maggio 1995. Le prime due classificate di entrambi i gironi accedono alla fase finale.

#### Girone A
|  | Pos. | Squadra           | Pt | G  | V | N | P | GF | GS | DR  |
|  | ---- | ----------------- | -- | -- | - | - | - | -- | -- | --- |
|  | 1.   | Interviú          | 15 | 10 | 7 | 1 | 2 | 44 | 29 | +15 |
|  | 2.   | Mejorada          | 15 | 10 | 7 | 1 | 2 | 38 | 26 | +12 |
|  | 3.   | ElPozo Murcia     | 14 | 10 | 7 | 0 | 3 | 44 | 24 | +20 |
|  | 4.   | Segovia           | 11 | 10 | 5 | 1 | 4 | 42 | 35 | +7  |
|  | 5.   | Astorga           | 3  | 10 | 1 | 1 | 8 | 25 | 54 | -29 |
|  | 6.   | Industrias García | 2  | 10 | 1 | 0 | 9 | 37 | 62 | -25 |

#### Girone B
|  | Pos. | Squadra             | Pt | G  | V | N | P | GF | GS | DR  |
|  | ---- | ------------------- | -- | -- | - | - | - | -- | -- | --- |
|  | 1.   | Sego Zaragoza       | 17 | 10 | 7 | 3 | 0 | 52 | 29 | +23 |
|  | 2.   | Playas de Castellón | 13 | 10 | 5 | 3 | 2 | 34 | 32 | +2  |
|  | 3.   | Barcellona          | 11 | 10 | 4 | 3 | 3 | 34 | 27 | +7  |
|  | 4.   | CCM Toledo          | 10 | 10 | 3 | 4 | 3 | 23 | 23 | 0   |
|  | 5.   | Alcantarilla        | 6  | 10 | 2 | 2 | 6 | 17 | 30 | -13 |
|  | 6.   | Valencia            | 3  | 10 | 1 | 1 | 8 | 23 | 42 | -19 |

#### Verdetti
- Interviú, Mejorada, Saragozza e Castellón qualificati ai play-off.

### Permanenza nella categoria
Il girone all'italiana si è svolto tra l'11 marzo e il 17 giugno 1995.

#### Girone C
|  | Pos. | Squadra          | Pt | G  | V | N | P | GF | GS | DR  |
|  | ---- | ---------------- | -- | -- | - | - | - | -- | -- | --- |
|  | 1.   | Ourense          | 18 | 14 | 8 | 2 | 4 | 43 | 46 | -3  |
|  | 2.   | Maspalomas       | 17 | 14 | 8 | 1 | 5 | 57 | 44 | +13 |
|  | 3.   | Jerez            | 16 | 14 | 7 | 2 | 5 | 61 | 46 | +15 |
|  | 4.   | Sol Fuerza       | 16 | 14 | 6 | 4 | 4 | 58 | 59 | -1  |
|  | 5.   | Leganés          | 15 | 14 | 5 | 5 | 4 | 43 | 42 | +1  |
|  | 6.   | La Massana       | 14 | 14 | 6 | 2 | 6 | 41 | 37 | +4  |
|  | 7.   | Marsanz Torrejón | 10 | 14 | 3 | 4 | 7 | 38 | 59 | -21 |
|  | 8.   | Egasa Chaston    | 0  | 14 | 1 | 4 | 9 | 20 | 28 | -8  |

#### Verdetti
- Leganés e La Massana accedono allo spareggio contro i vincitori dei play-off di División de Plata.
- Marsanz Torrejon ed Egasa Chaston retrocessi in División de Plata 1995-96.

## Fase finale

### Play-off
I play-off valevoli per il titolo nazionale si sono svolti tra il 27 maggio e il 24 giugno 1995. Il regolamento prevede che tutti i turni si disputino al meglio delle tre gare.

#### Tabellone
|  | Semifinali | Semifinali          | Semifinali | Semifinali | Semifinali |  |  | Finale | Finale        | Finale | Finale | Finale |  |
|  |            |                     |            |            |            |  |  |        |               |        |        |        |  |
|  | 2B         | Playas de Castellón | 0          | 0          | –          |  |  |        |               |        |        |        |  |
|  | 1A         | Interviú            | 2          | 3          | –          |  |  | 1A     | Interviú      | 3      | 3      | 4      |  |
|  | 2A         | Mejorada            | 1          | 3          | –          |  |  | 1B     | Sego Zaragoza | 1      | 4      | 6      |  |
|  | 1B         | Sego Zaragoza       | 3          | 4          | –          |  |  |        |               |        |        |        |  |

#### Semifinali

##### Gara 1
| 27 maggio 1995, ore --:-- CEST | Mejorada | 1 – 4 referto | Sego Zaragoza |  |

| Castellón de la Plana 27 maggio 1995, ore --:-- CEST | Playas de Castellón | 0 – 2 referto | Interviú | Pabellón Ciutat de Castelló |

##### Gara 2
| Saragozza 2 giugno 1995, ore --:-- CEST | Sego Zaragoza | 4 – 3 referto | Mejorada | Pabellón Príncipe Felipe |

| Alcobendas 3 giugno 1995, ore 18:30 CEST | Interviú                             | 3 – 0 referto | Playas de Castellón | Pabellón Amaya Valdemoro\| Arbitri: \| Francisco Jesús Torres Luis Trujillo \| |
| Arbitri:                                 | Francisco Jesús Torres Luis Trujillo |               |                     |                                                                                |

#### Finale

##### Gara 1
| Alcobendas 10 giugno 1995, ore 18:30 CEST | Interviú                        | 3 – 1 referto | Sego Zaragoza | Pabellón Amaya Valdemoro\| Arbitri: \| Ramón Blanco Marcelino Blázquez \| |
| Arbitri:                                  | Ramón Blanco Marcelino Blázquez |               |               |                                                                           |

##### Gara 2
| Saragozza 17 giugno 1995, ore 18:30 CEST | Sego Zaragoza                | 4 – 3 referto | Interviú | Pabellón Príncipe Felipe\| Arbitri: \| Salvador Vadillo Juan Molins \| |
| Arbitri:                                 | Salvador Vadillo Juan Molins |               |          |                                                                        |

##### Gara 3
| Saragozza 24 giugno 1995, ore 18:30 CEST | Sego Zaragoza             | 6 – 4 (1-1) referto | Interviú | Pabellón Príncipe Felipe\| Arbitri: \| Rafael Zurro Miguel Couso \| |
| Arbitri:                                 | Rafael Zurro Miguel Couso |                     |          |                                                                     |

### Play-out

#### Gara 1
| ? 1995, ore --:-- CEST | Xota | 4 – 7 referto | Leganés |  |

| ? 1995, ore --:-- CEST | Jaén | 3 – 3 referto | La Massana |  |

#### Gara 2
| ? 1995, ore --:-- CEST | Leganés | 3 – 6 referto | Xota |  |

| ? 1995, ore --:-- CEST | La Massana | 6 – 4 referto | Jaén |  |

#### Gara 3
| ? 1995, ore --:-- CEST | Leganés | 8 – 5 referto | Xota |  |